# Coulicou manioc
Coccyzus minor
Espèce
Statut de conservation UICN

 LC  : Préoccupation mineure
Le Coulicou manioc (Coccyzus minor) est une espèce d'oiseau de la famille des Cuculidae. C'est une espèce monotypique (non subdivisée en sous-espèces).

## Habitat et répartition

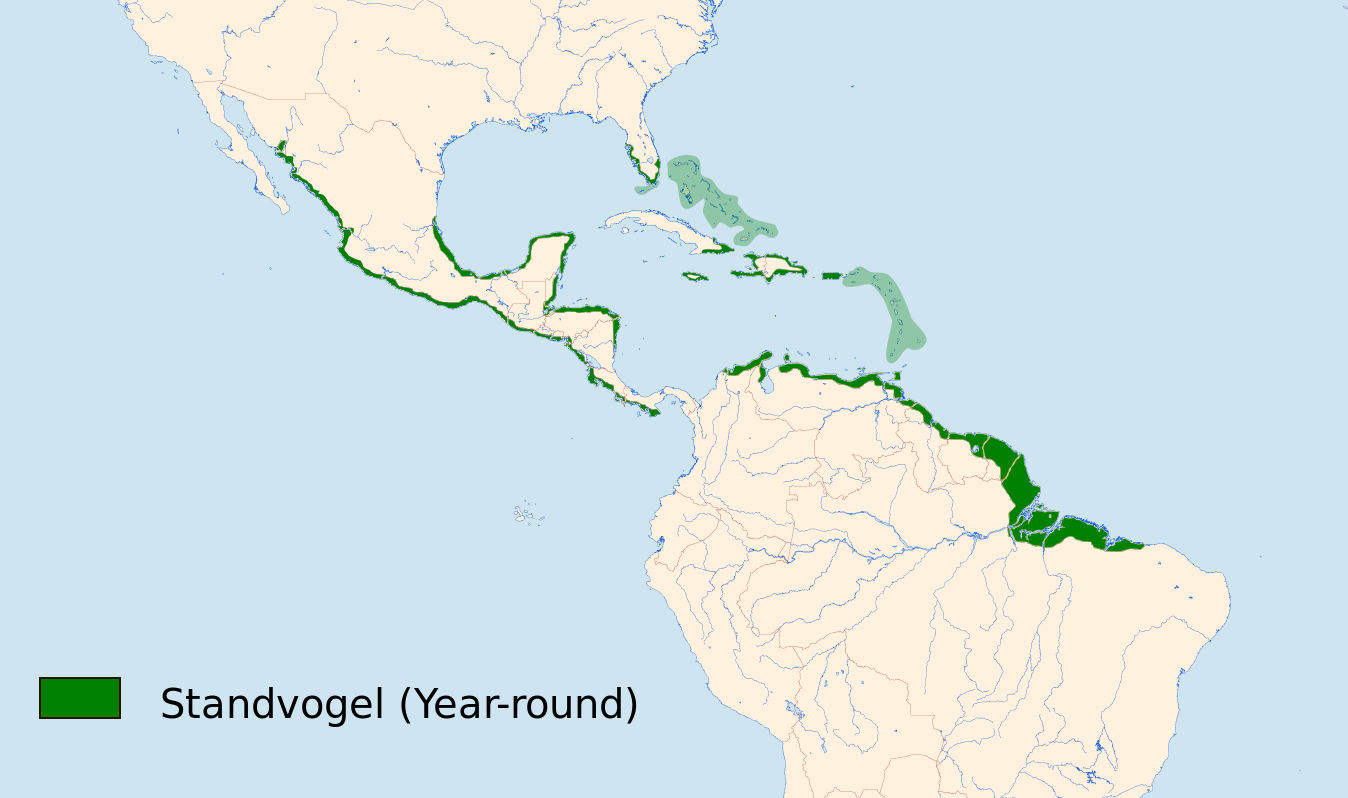
aire de présence

Il fréquente les côtes de mangrove dans les Antilles ainsi que le sud de la Floride, du Mexique, d'Amérique centrale et le nord de l'Amérique du Sud.